# Богољуб Карић
Богољуб Карић (Пећ, 17. јануар 1954) српски је предузетник и политичар.

## Биографија
Син је Јанићија и Данице Карић (рођ. Кузмановић; од 2011. монахиња Ангелина), који поред Богољуба имају још четворо деце: Сретена, Драгомира, Зорана и Оливеру. Основну и средњу школу је завршио у Пећи. Дипломирао је на Природно-математичком факултету Универзитета у Приштини, на одсеку за географију. Магистрирао је на Економском факултету Универзитета у Нишу на тему „Организација и развој мале привреде”.
Карић је, уз браћу и сестру, у гаражи направио радионицу за израду мотика, ашова и плугова. Посао су отпочели оснивањем фирме Техничар, од које настаје прва приватна фабрика у источној Европи под именом Косово универзум. Без обзира на имена, народ је њихове фирме једноставно називао Браћа Карић. Тако је спонтано рођено име које у то време постаје синоним за мали, приватни бизнис, а данас за велико предузеће које се бави грађевинарством, информатиком, медијима, телекомуникацијама, банкарством, осигурањем, трговином и образовањем.
У влади Мирка Марјановића био је министар без портфеља. Године 2004. основао је политичку странку Покрет снага Србије чији је лидер. До 2005. његово предузеће је било сувласник предузећа Мобтел Србија заједно са Поштом Србије. Такође је оснивач Карић фондације која улаже своја средства у хуманитарне акције, развој образовања и подршку младим људима. Од 2006. је у био егзилу, а за њим је све до децембра 2016. била расписана потерница Републике Србије. За то време, Каррић се слободно кретао по целом свету јер потерница за њим у другим земљама није важила и била је окарактерисана као политички мотивисана. Тужилаштво за организовани криминал је 27. децембра 2016. обуставило истрагу против њега, а Специјални суд у Београду је укинуо решење о притвору и повукао потерницу. Вратио се у Србију 30. децембра 2016. након скоро 11 година у егзилу.
Додељен му је Орден Светог Саве.

## Политичке и друштвене активности
Кандидовао се за председника Републике Србије на председничким изборима 2004. освојивши скоро 20% гласова. Његова порука је била о превласти економије над политиком, потреби да се друштво Србије из темеља трансформише у модерну европску демократију и ревитализује привреду.
Потом је формирао и регистровао своју политичку странку Покрет снага Србије (ПСС), која је учествовала на локалним изборима у септембру 2004. На овим изборима, ПСС је, иако формиран једва месец дана пре избора, имао изненађујуће добре резултате, чврсто се етаблирајући у центру демократског блока политичких снага у Србији. Њени представници, у коалицији са другим демократским странкама, били су у многим општинским скупштинама (укључујући Скупштину града Београда), а имала је и неколико посланика и министара у Извршном већу АП Војводине.
Како је ступио на снагу нови Закон о политичким странкама, Покрет снага Србије се поново регистровао 2010. године под називом Покрет снага Србије — БК. У том тренутку је био у коалицији са Српском напредном странком, формирајући опозициони блок за наредне изборе.

## Међународне санкције
Трећег јуна 2022. ЕУ је увела санкције Богољубу Карићу зато што се верује да има веома блиске везе са режимом Александра Лукашенка у Белорусији, као и његовој компанији Dana Holdings. ЕУ тврди да је она једина приватна компанија која економски помаже Лукашенковом режиму. Такође је на црној листи Швајцарске.

## Приватни живот
Његова супруга је Миланка Карић. Имају четворо деце: Небојшу, Неду, Јелену и Даницу.